# 子顶山遗址
子顶山遗址，位于中国广东省河源市和平县大坝镇，为和平县的一个县级文物保护单位，类型为古遗址，公布时间为1986年9月。
子顶山遗址的历史年代为战国。